# Молодой рыцарь на фоне пейзажа
«Молодой рыцарь на фоне пейзажа», также «Портрет рыцаря» (исп. Joven caballero en un paisaje) — картина итальянского живописца Витторе Карпаччо, написанная в 1510 году. Картина находится в Музее Тиссен-Борнемиса в Мадриде. Это один из первых в европейской живописи портретов в полный рост. К 1919 году эту работу Карпаччо, с датой и подписью на картеллино справа, приписывали Альбрехту Дюреру.
Девиз Malo mori quam foedari («Лучше смерть, чем бесчестье») над геральдическим изображением горностая может указывать на то, что этот рыцарь принадлежал к ордену Горностая. По поводу личности самой модели существует множество предположений; есть версия, что это может быть венецианский капитан Марко Габриэль.

## Описание
«Молодой рыцарь на фоне пейзажа» является одной из самых известных и знаменитых картин в коллекции Тиссен-Борнемисы. Полотно имеет подпись и дату на картеллино, нарисованном внизу ствола дерева справа: «VICTOR CARPATHIUS/FINXIT/M.D.X». На противоположной стороне расположена ещё одна надпись среди растений и листвы: «MALO MORI/QUAM/FOEDARI». До 1919 года полотно находилось в коллекции Вернона-Вентворта в Йоркшире, и до 1919 года приписывалось Дюреру из-за фальшивой монограммы (которая теперь удалена) и того факта, что две надписи были скрыты последующей перекраской до реставрация картины в 1958 году. Фальшивая монограмма была удалена, пока картина находилась во владении лондонских дилеров Салли. Эта прежняя атрибуция Дюреру, несомненно, может объяснятся мельчайшими деталями в прорисовке цветов и растений. Пейзаж, на фоне которого предстаёт этот юноша в доспехах, готовый обнажить меч, вызывает такое же чувство тревоги, как и сам рыцарь, поскольку здесь с большой тщательностью выписаны растения и животные, являющиеся аллегориями добра и зла.

## Идентификация фигуры
Что касается идентичности изображенной здесь фигуры, то первым предложением было то, что это Святой Евстафий; именно под таким названием картина была выставлена на аукционе «Кристис» в ноябре 1919 года, на котором была правильно атрибуированна Карпаччо, несмотря на то, что надписи на тот момент не были видны. Версия, что это святой Евстафий, популярный святой во Франции и Германии, была основана на присутствии оленя рядом с озером, что указывает на один из традиционных атрибутов святого: олень с распятием на рогах. В 1958 году, учитывая плохое физическое состояние полотна, его отреставрировали, при этом были обнаружены две надписи с подписью, датой и латинскими фразами. Фотографии полотна до и после реставрации были опубликованы Лаутсом в его монографии о Карпаччо 1962 года.
Все попытки идентифицировать молодого рыцаря пока что не увенчались успехом. Хелен Комсток предположила, что он был членом Ордена Горностая. Девиз Malo mori quam foedari («Лучше смерть, чем бесчестье») над геральдическим изображением горностая может указывать на то, что этот рыцарь принадлежал к ордену Горностая. В 1938 году Агата Рона вернулась к этой версии, предположив, что рыцарем был Фердинанд II Арагонский и что орден Горностая был связан с неаполитанской ветвью Арагонской династии. Однако в каталоге выставки Карпаччо, состоявшейся в Венеции в 1963 году, Вайс высказал версию об отождествлении этого персонажа с Франческо Мария делла Ровере, третьим герцогом Урбинским.

## Провенанс
До 1919 года полотно находилось в коллекции Вернона-Вентворта в Йоркшире, затем в коллекции американца Отто Х. Кана и после чего была приобретена в 1935 году бароном Генрихом Тиссен-Борнемисой.